# Pandemia de COVID-19 en Islas Salomón
La pandemia de COVID-19 llegó a las Islas Salomón el día 3 de octubre de 2020 en Hoinara. Hasta el 1 de marzo de 2022 se han confirmado 20 casos, de los cuales ningún fallecido y 18 recuperados.

## Fondo
En diciembre de 2019 se identificó un nuevo coronavirus que causó una enfermedad respiratoria en la ciudad de Wuhan, provincia de Hubei, China, y se informó a la Organización Mundial de la Salud (OMS) el 31 de diciembre de 2019, que confirmó su preocupación el 12 de enero de 2020. La OMS declaró el brote de una Emergencia de Salud Pública de Importancia Internacional el 30 de enero y una pandemia el 11 de marzo.
La tasa de letalidad de COVID-19  es mucho menor que la del SARS , una enfermedad relacionada que surgió en 2002, pero su transmisión ha sido significativamente mayor, lo que ha provocado un número total de muertes mucho mayor.

## Cronología

### Marzo 2020
El 31 de marzo, Franco Rodie, secretario permanente del Ministerio de Educación y Desarrollo de Recursos Humanos, ordenó el cierre de todas las escuelas de las Islas Salomón.

El 27 de marzo, el primer ministro Manasseh Sogavare suspendió todos los vuelos al país, y declaró un estado de emergencia preventivo en Honiara, por el cual la mayoría de los lugares de entretenimiento estarían cerrados (las iglesias están exentas de la orden). El 3 de abril de 2020, el gobierno intensificó los controles a los visitantes entrantes, e introdujo restricciones a los visitantes que han visitado países considerados de alto riesgo.
| Casos de COVID-19 en Islas Salomón Muertes Recuperaciones Casos activos 20202021octnovdicenefebmarabrÚltimos 15 días | Casos de COVID-19 en Islas Salomón Muertes Recuperaciones Casos activos 20202021octnovdicenefebmarabrÚltimos 15 días | Casos de COVID-19 en Islas Salomón Muertes Recuperaciones Casos activos 20202021octnovdicenefebmarabrÚltimos 15 días | Casos de COVID-19 en Islas Salomón Muertes Recuperaciones Casos activos 20202021octnovdicenefebmarabrÚltimos 15 días | Casos de COVID-19 en Islas Salomón Muertes Recuperaciones Casos activos 20202021octnovdicenefebmarabrÚltimos 15 días |
| --- | --- | --- | --- | --- |
| Fecha | Fecha | | N.º de casos | N.º de casos |
| 2020-10-03 | 2020-10-03 | | 1(—) | |
| ⋮ | ⋮ | | 1(=) | |
| 2020-10-11 | 2020-10-11 | | 2(+100%) | |
| ⋮ | ⋮ | | 2(=) | |
| 2020-10-15 | 2020-10-15 | | 3(+50%) | |
| ⋮ | ⋮ | | 3(=) | |
| 2020-10-23 | 2020-10-23 | | 4(+33%) | |
| ⋮ | ⋮ | | 4(=) | |
| 2020-10-27 | 2020-10-27 | | 8(+100%) | |
| ⋮ | ⋮ | | 8(=) | |
| 2020-11-02 | 2020-11-02 | | 13(+62%) | |
| ⋮ | ⋮ | | 13(=) | |
| 2020-11-09 | 2020-11-09 | | 16(+23%) | |
| ⋮ | ⋮ | | 16(=) | |
| 2020-11-24 | 2020-11-24 | | 17(+6,2%) | |
| ⋮ | ⋮ | | 17(=) | |
| 2020-12-28 | 2020-12-28 | | 17(=) | |
| ⋮ | ⋮ | | 17(=) | |
| 2021-02-08 | 2021-02-08 | | 18(+5,9%) | |
| ⋮ | ⋮ | | 18(=) | |
| 2021-03-10 | 2021-03-10 | | 18(=) | |
| ⋮ | ⋮ | | 18(=) | |
| 2021-03-29 | 2021-03-29 | | 19(+5,6%) | |
| 2021-03-30 | 2021-03-30 | | 19(=) | |
| ⋮ | ⋮ | | 19(=) | |
| 2021-04-12 | 2021-04-12 | | 20(+5,3%) | |
| Sources: - Solomon Times                                                                                             | | | | |

### Octubre 2020
El 3 de octubre, se anunció que el COVID-19 había llegado a las Islas Salomón. En esa fecha, el primer ministro anunció que un estudiante repatriado de Filipinas dio positivo por COVID-19 después de que el paciente fuera examinado a su llegada a la capital de la nación, Honiara. El paciente está asintomático y ha resultado negativo para la enfermedad antes de su repatriación. El estudiante se encontraba entre los 400 habitantes de las Islas Salomón varados en Filipinas a los que el gobierno de las Islas Salomón planea repatriar. Otros 18 dieron positivo por la enfermedad en Filipinas mientras esperaban su repatriación.
El 11 de octubre, se confirmó un segundo caso de COVID-19. Se trataba de un estudiante del vuelo repatriado de Filipinas que se sentó cerca del primer caso, la persona fue trasladada a la Unidad de Aislamiento del Hospital Nacional de Referencia, también dijo que el paciente era asintomático.
El 15 de octubre, se confirmó un tercer caso de COVID-19. La persona era un estudiante repatriado del vuelo de Filipinas, y que igual al primer y segundo caso era asintomático.
El 23 de octubre, se confirmó un cuarto caso de COVID-19. El paciente fue ingresado anteriormente en la Unidad de Aislamiento del Hospital Nacional de Referencia; además también se dijo que los tres primeros casos fueron dados de alta.
El 27 de octubre, se confirmaron 4 casos más de COVID-19, ascendiendo el total a 8 casos. Se trataba de futbolistas que llegaron de un viaje desde Nueva Zelanda, todos los jugadores estaban sentados juntos en el vuelo; también se confirmó un cuarto recuperado.

### Noviembre 2020
El 2 de noviembre, se confirmaron 5 casos más de COVID-19, ascendiendo el total a 13 casos. Todos esos nuevos casos eran de los que regresaron del vuelo de repatriación de Nueva Zelanda (al igual que 4 anteriores casos).
El 9 de noviembre, se confirmaron 3 casos más de COVID-19, ascendiendo el total a 16 casos. Uno de ellos pertenece al grupo original de Filipinas y los otros dos son futbolistas que regresaron del Reino Unido; además se confirmó un quinto recuperado.
El 23 de noviembre, un segundo vuelo de repatriación para estudiantes programado para el 24 de noviembre fue cancelado. Esta decisión se tomó ya que 6 estudiantes halla en Filipinas habían dado positivo para el COVID-19.
El 24 de noviembre, se confirma un caso más de COVID-19, ascendiendo el total a 17 casos.[cita requerida]

### Diciembre 2020
El 4 de diciembre, resultados de las pruebas de COVID-19 dieron negativo para 3 extranjeros que actualmente están detenidos con sus dos yates por una supuesta entrada ilegal en las fronteras del territorio.
El 28 de diciembre, el Secretario del Primer Ministro, Jimmie Rodgers dijo que las pruebas de los pacientes que ahora están autorizados de COVID-19 continuarán después de que se den de alta. También confirmó que el número de personas recuperadas ascendió a 10.

### Febrero 2021
El 8 de febrero, se registró un caso adicional de COVID-19 ascendiendo el total a 18 casos y el número de personas recuperadas subió a 14.

### Marzo 2021
El 29 de marzo, se confirmó un caso adicional de COVID-19 ascendiendo el total a 19 casos. Se trataba de un extranjero que llegó a las Islas Salomón el viernes 26 de marzo, el paciente había dado negativo en las tres pruebas COVID-19  realizadas en Papúa Nueva Guinea.

### Abril 2021
El 12 de abril, se confirma un caso más de COVID-19, ascendiendo el total a 20 casos. Se trataba de un hombre de 56 años que llegó de un vuelo desde Papúa Nueva Guinea el 9 de abril.